# Otterstadter Altrhein und Angelhofer Altrhein inklusive Binsfeld
Otterstadter Altrhein und Angelhofer Altrhein inklusive Binsfeld este o arie protejată (arie de protecție specială avifaunistică — SPA) din Germania întinsă pe o suprafață de 1.171 ha, integral pe uscat.

## Localizare
Centrul sitului Otterstadter Altrhein und Angelhofer Altrhein inklusive Binsfeld este situat la coordonatele 49°22′08″N 8°28′35″E / 49.3689°N 8.4764°E.

## Înființare
Situl Otterstadter Altrhein und Angelhofer Altrhein inklusive Binsfeld a fost declarat arie de protecție specială avifaunistică în ianuarie 2004 pentru a proteja 27 de specii de animale.

## Biodiversitate
Situată în ecoregiunea continentală, aria protejată nu include niciun habitat protejat.
La baza desemnării sitului se află mai multe specii protejate de  păsări (27): pescăruș albastru (Alcedo atthis), rață mică (Anas crecca crecca), Anas platyrhynchos platyrhynchos, Anser albifrons albifrons, gâscă cenușie (Anser anser), gâscă de semănătură (Anser fabalis), Ardea cinerea cinerea, rață-cu-cap-castaniu (Aythya ferina), rața moțată (Aythya fuligula), Branta leucopsis, Bucephala clangula, ciocănitoarea de stejar (Dendrocopos medius), ciocănitoare neagră (Dryocopus martius), șoimul rândunelelor (Falco subbuteo), Fulica atra atra, sfrâncioc roșiatic (Lanius collurio), pescăruș râzător (Larus ridibundus), Luscinia svecica cyanecula, Melanitta fusca fusca, gaia neagră (Milvus migrans), cormoran mare (Phalacrocorax carbo carbo), ciocănitoare verzuie (Picus canus), Podiceps auritus auritus, Podiceps cristatus cristatus, Podiceps grisegena grisegena, lăstun de mal (Riparia riparia), chiră de baltă (Sterna hirundo).